# La Fête à Jules
Pour les articles homonymes, voir Home Sweet Home.
Pour plus de détails, voir Fiche technique et Distribution.
La Fête à Jules, parfois sous-titré Home Sweet Home, est un film franco-belge réalisé par Benoît Lamy et sorti en 1973. Avec Claude Jade et Jacques Perrin

## Synopsis
Une jeune et jolie infirmière (Claude Jade) réveille avec autorité les pensionnaires d'une maison de retraite bruxelloise. L'autorité est d'ailleurs le mal dont souffrent tous les vieux qui vivent ici, seuls ou abandonnés, dans l'attente de la mort : la rude discipline qu'exige la directrice (Ann Petersen) ressemble trop souvent à une tyrannie ouatée, à laquelle se heurte le gentil assistant social (Jacques Perrin) remercié poliment pour prendre trop à cœur les problèmes de ses protégés, ce qui va provoquer la révolte des pensionnaires menés par Jules...

## Fiche technique
- Titre original français : La Fête à Jules, sous-titré Home Sweet Home[1]
- Réalisation : Benoît Lamy
- Scénario et dialogues : Benoît Lamy et Rudolph Pauli
- Production : Jacqueline Pierreux, Jacques Perrin
- Photographie : Michel Baudour
- Musique : Walter Heynen et Wannes Van de Velde
- Montage : Guido Henderickx
- Sociétés de production : Lamy Films, Pierre Films, Reggane Films
- Pays de production :  France et  Belgique
- Format : couleur (Eastmancolor)
- Durée : 91 minutes
- Dates de sortie :
  - Union soviétique : juillet 1973 (Festival de Moscou)
  - France : 9 janvier 1974
  - Belgique : 22 février 1974

## Distribution
- Claude Jade  : Claire, l'infirmière
- Jacques Perrin  : Jacques, l'assistant social
- Ann Petersen : la directrice du home
- Marcel Josz : Jules, la forte tête
- Elise Mertens : Anna
- Jane Meuris : Flore
- Bertha Appelmans : Marguerite
- Jacques Lippe : le commissaire de police et amant de la directrice du home
- Élie Lison

## Distinctions
La Fête à Jules est l'un des premiers films belges à avoir reçu des prix internationaux, 14 au total dont le meilleur film à Montréal, prix spécial du jury à Moscou, meilleur réalisateur à Budapest.